# Бухарський район
39°51′00″ пн. ш. 64°26′00″ сх. д. / 39.85° пн. ш. 64.433333333333° сх. д.
Бухарський район (узб. Бухоро тумани, Buxoro tumani) — район у Бухарській області Узбекистану. Розташований у південній частині області. Утворений 29 вересня 1926 року. Центр — місто Ґалаасія.
15 вересня 1959 року до Бухарського району приєднано Ґалаасійський район.